# Hrvatski vaterpolski kup 2012./13.
Ovo je 21. izdanje hrvatskog kupa u vaterpolu. Branitelj naslova bila je zagrebačka Mladost. Naslov je po drugi put u povijesti (prvi put nakon 1995./96.) osvojilo riječko Primorje. U susretu za treće mjesto Mladost je pobijedila splitski Jadran 15:10.

## Kup

### Četvrtzavršnica
23. i 24. listopada 2012.
- Medveščak - Primorje 5:15
- Mornar - Jadran 10:11
- OVK POŠK - Jug 4:18
- Šibenik - Mladost 4:11

### Završni turnir
Zagreb, 23. i 24. studenog 2012.

#### Poluzavršnica
- Jug - Jadran 17:4  (3:0, 5:1, 4:1, 5:2)
- Mladost - Primorje 7:15  (4:5, 1:2, 1:5, 1:3)

### Za treće mjesto
- Mladost - Jadran 15: 10  (5:3, 5:2, 2:2, 3:3)

### Završnica
- Jug - Primorje 9:11 (1:2, 2:4, 4:3, 2:2)

Finale se igralo na bazenu Mladosti u Zagrebu. 
Primorje EB: Vićan, Obradović (3), Paškvalin, Krapić, Denes Varga (3), Sukno 1, Muslim 1, Jelača, Daniel Varga (1), Barač, Šetka (1), Garcia (1), Križanac, Pavlović. Trener: Ivan Asić.
Jug CO: Bijač, Vranješ, Bošković (3 (2)), Janović, Joković 2, Azevedo, Marković, Bušlje 1, Karač (1), Dobud, Ivović (2 (1)), Macan, Nižić, Pavlović. Trener: Veselin Đuho
Peterci: Jug CO 3 (3), Primorje EB -
Igrač više: Jug CO 14 (4), Primorje EB 7 (3)